# San Vincenzo de Paoli all'Aventino
San Vincenzo de Paoli all'Aventino ou Igreja de São Vicente de Paula no Aventino é uma igreja de Roma, Itália, localizada no rione Ripa, na via di Santa Maria in Cosmedin. É dedicada a São Vicente de Paula e uma igreja anexa da paróquia de Santa Prisca.
Foi construída em 1893 pelo arquiteto Andrea Busiri Vici e pertence ao convento anexo, das Irmãs da Divina Caridade, de Jeanne-Antide Thouret.
A fachada, com suas lesenas de traverino, é precedida por uma escadaria dupla. Um único portal, flanqueado por colunas encimadas por três janelas, com o brasão do papa reinante na época, Leão XIII, e uma rosácea. O interior tem três naves, separadas por colunas de mármore. Na abside estão amplos e luminosos vitrais nos quais se vê a vida de São Vicente de Paula e sua ordem.